# باسمور ويليامسون
كان باسمور ويليامسون (23 فبراير 1822 -1 فبراير 1895) أحد الدعاة الأمريكيين لإلغاء عقوبة الإعدام، وكان رجل أعمال في مدينة فيلادلفيا بولاية بنسلفانيا التي منعت العبودية في الفترة ما قبل الحرب الأهلية الأمريكية. بصفته أمينًا عامًا لجمعية بنسلفانيا لمكافحة العبودية، وعضوًا في لجنة المراقبة الخاصة بها، اشتُهر ويليامسون بمساعدته اجون جونسون وابنيها على التحرر من العبودية في 18 يوليو 1855.
في قضية أسست لسابقة قانونية، حصل ويليامسون على أمرٍ من المحكمة الفيدرالية للمنطقة القضائية للولايات المتحدة الأمريكية لمثول جون جونسون وابنيها أمام القضاء بأمر صادر عن القاضي جون ك. كان، وبموجب قوانين الآبقين لعام 1850. لم يكن ويليامسون على علم بمكان احتجاز جونسون وابنيها، فلم يلبيا أمر المثول، فما كان من القاضي إلا أن اتهمه بازرداء المحكمة، وحكم عليه بالسجن لمدة 90 يومًا.
تسبب الحكم على ويليامسون بالسجن لتسعين يومًا بتوسيع التغطية الإعلامية للقضية بشكل كبير، الأمر الذي أثار جدلًا حول موضوع امتداد «سلطة الرقيق» على قانون الولاية، إذ لم تكن ولاية بنسلفانيا حينها تعترف بالعبودية. في تلك الفترة، كان قانون ولاية بنسلفانيا يعتبر أن أصحاب العبيد يتنازلون عن حقوق ملكيتهم للعبيد في حال جلبهم إلى الولاية. فإذا اختار العبد الحرية، ستدعم الولاية هذا القرار ولن تعوض المالك. وبالتالي، لم تكن جونسون هاربة بمعنى الكلمة، فقد كانت قد اكتسبت حريتها، وفقًا لقانون بنسلفانيا، بعد أن أخذها جون هيل ويلر، طواعية، لداخل الولاية أثناء سفره.

## أولى سنوات حياته والتعليم
ولد باسمور ويليامسون في عام 1822 لتوماس وإليزابيث (بايل) ويليامسون التابعين لجمعية الأصدقاء الدينية في ويستتاون بولاية بنسلفانيا الأمريكية، وكان له شقيقتان. في أربعينيات القرن التاسع عشر، انتقلت عائلة ويليامسون من مقاطعة تشيستر إلى مدينة فيلادلفيا. كما والده، أصبح ويليامسون الشاب محرّرًا لوثائق نقل الملكية العقارية يعمل بإعداد الوثائق القانونية المتعلقة بالممتلكات، مثل العقود وعقود الإيجار.
بعد بلوغه، أصبح ويليامسون مهتمًا بقضية إلغاء العبودية والتزم بأفكارها، وانضم إلى جمعية بنسلفانيا لمكافحة العبودية في عام 1842، وانتُخب أمينًا عامًا لها في عام 1848. منعت ولاية بنسلفانيا العبودية (أصبحت ولاية حرة) بعد حرب الاستقلال الأمريكية بفترة وجيزة؛ لم تعد الولاية بعدها تعترف بالعبودية، وأصبح قانون الولاية يعتبر جلب الأسياد لعبيدهم لداخل الولاية بمثابة تنازل منهم عن حقوق ملكيتهم. مع ذلك، لم يدعم الجميع فكرة إلغاء العبودية، وأصبح الموضوع برمته مثيرًا للجدل.

## زواجه والعائلة
في عام 1848، تبرأت جمعية الأصدقاء الدينية من ويليامسون بسبب تمسكه بقضية إلغاء العبودية وغيابه عن الاجتماعات. في وقت لاحق من العام نفسه، تزوج ويليامسون ميرسي نولز تايلور في حفل زواج حمل طابع جمعية الأصدقاء الدينية. أنجب الزوجان أربعة أطفال: فتاتان وصبيان. أُطلق على الصبي الأكبر اسم سومنر تيمنًا بتشارلز سومنر، السيناتور الأمريكي من ولاية ماساتشوستس الذي دعم ويليامسون في قضية جونسون.

## إبطال العبودية
انضم ويليامسون أيضًا إلى جمعية بنسلفانيا لمكافحة العبودية الأكثر تشددًا والتي تأسست في عام 1789 وضمت أعضاء من كلا العرقين. شارك ويليامسون أيضًا في مجموعة العمل الخاصة بلجنة المراقبة في الجمعية، والمكونة من رجال تمكنوا من تقديم يد العون للعبيد الهاربين بشكل مباشر، وقاوموا قانون العبيد الهاربين، الذي كان يهدف إلى إعادة العبيد إلى أسيادهم، بعد إقراره في عام 1850.